# Batallón de Arsenales 601
El Batallón de Arsenales 601 "Esteban de Luca" (B Ars 601) es una unidad de arsenales del Ejército Argentino con asiento en la guarnición de ejército de Boulogne Sur Mer, Provincia de Buenos Aires, y dependiente de la Agrupación de Arsenales 601, junto al Batallón de Arsenales 602 "Cnel. Ángel Monasterio".
Creada en 1885 con el nombre de «Arsenal de Guerra», es la primera unidad de este tipo del EA. En 1964 fue trasladado a su asiento actual en Boulogne Sur Mer. En 1994 absorbió el material del disuelto Batallón Depósito de Arsenales 601.
Se ha desempeñado en el desarrollo del proyecto VLEGA Gaucho, la reconstrucción de neumáticos y las reparaciones de camiones Unimog 416 y obuses autopropulsados VCA Palmaria.